# 貪食油鯰
貪食油鯰，為輻鰭魚綱鯰形目長鬚鯰科的其中一種，分布於南美洲巴西的淡水流域，體長可達25.6公分，棲息在河川底部水域，屬肉食性，生活習性不明。

## 擴展閱讀
維基物種上的相關：貪食油鯰